# Orthosia olescens
Orthosia olescens là một loài bướm đêm trong họ Noctuidae.